# فرودگاه برواش
فرودگاه برواش (به انگلیسی: Burwash Airport) یک فرودگاه همگانی باربری با کد یاتا YDB است که یک باند فرود شن دارد و طول باند آن ۱٬۵۲۶ متر است. این فرودگاه در کشور کانادا قرار دارد و در ارتفاع ۸۰۵ متری از سطح دریا واقع شده‌است.

## نگارخانه

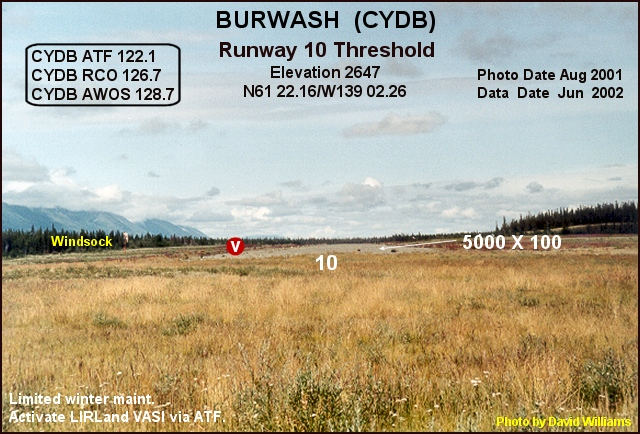
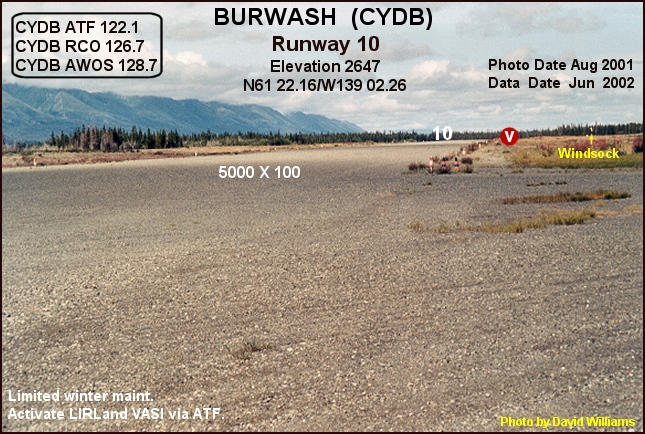